# Centrum Inicjatyw Senioralnych
Centrum Inicjatyw Senioralnych – miejska jednostka organizacyjna powołana uchwałą Rady Miasta Poznania NR LXIV/898/V/2009 z dnia 8 grudnia 2009 r. z inicjatywy Miejskiej Rady Seniorów.
Celem działalności CIS jest poprawa jakości życia seniorów i seniorek, w tym zwiększenie ich uczestnictwa w życiu społecznym, szczególnie w obszarze edukacji, zdrowia, kultury i sztuki.
Głównym zadaniem CIS jest umożliwianie wymiany informacji, inicjowanie i wspieranie działań na rzecz seniorów i seniorek oraz budowanie sieci dobrych praktyk. Poza tymi zadaniami, CIS organizuje także akcje społeczne, festiwale i inne wydarzenia skierowane do osób 60+.
Pierwszą dyrektorką CIS (2010-2014) była Monika Szelągiewicz.
Pierwsza siedziba CIS, do 16 września 2016, mieściła się na ul. Mickiewicza 9a.

## Akcje
Centrum Inicjatyw Senioralnych organizuje i koordynuje różnego typu wydarzenia, kampanie i usługi, których celem jest promowanie aktywności wśród osób po 60. roku życia mieszkających w Poznaniu i poprawa jakości życia starszych mieszkańców Poznania. CIS w swojej historii zorganizował już:
- targi "Aktywni 50+" (od 2016 r. pod nazwą "VIVA SENIORZY!")
- festiwal "Senioralni. Poznań"
- "Festiwal Solidarności Międzypokoleniowej"
- kampanię "Seniorze, masz wybór!"
- system certyfikacji "Miejsce Przyjazne Seniorom"
- cykliczne Fora Klubów Seniora
- Poznańską Akademię Zdrowia
- kampanię We Love Eating
- Poznańskie Pudełko Życia
- Tytka Seniora (wydanie papierowe)
- Tytka Seniora (wydanie elektroniczne)

### Targi VIVA SENIORZY! (dawna nazwa Aktywni 50+)
CIS koordynuje działania związane z organizacją targów VIVA SENIORZY!. Organizatorami przedsięwzięcia jest Miasto Poznań, Międzynarodowe Targi Poznańskie i Regionalny Ośrodek Polityki Społecznej. Podczas targów wystawiają się firmy kierujące swoją ofertę do osób w wieku 60+. Targi VIVA SENIORZY! to także przestrzeń dla organizacji pozarządowych i jednostek miejskich, które działają na rzecz osób po 60. roku życia i podejmują starania w celu ich aktywizacji. Targom towarzyszą także: strefa sportu – pokazy wielu dyscyplin, m.in. nordic walking, taijiquan, jogi, tańca terapeutycznego, gimnastyki dla seniorów, a także koncerty, warsztaty i wykłady. Do roku 2016 odbyło się siedem edycji imprezy.

### Senioralni. Poznań
Festiwal o charakterze kulturalno-edukacyjnym, skierowany do mieszkańców Poznania i okolic. Głównym założeniem Senioralnych jest zorganizowanie czasu i przestrzeni dla seniorów i seniorek, pobudzenie ich do działania poprzez edukację, a także manifestacja ich potencjału i zasobów. Projekt zakłada kilka podstawowych działań, m.in.: cykl wykładów otwartych, warsztatów rozwojowych i zajęć dla osób starszych, drzwi otwarte w poznańskich organizacjach, klubach oraz instytucjach działających na rzecz osób starszych, wręczenie certyfikatów podmiotom wyróżnionym w akcji „Miejsce Przyjazne Seniorom”.
Pierwsza edycja imprezy pod nazwą "Senioralia poznańskie" odbyła się w roku 2011, kiedy to odbył się Marsz Aktywności Seniora, podczas którego Prezydent Miasta Ryszard Grobelny symbolicznie przekazał seniorom władzę w mieście, a zakończył się koncertem Haliny Kunickiej. Kolejne edycje odbywają się w każdą ostatnią sobotę września lub pierwszą sobotę października. Do roku 2015 odbyło się pięć edycji imprezy.

### Festiwal Solidarności Międzypokoleniowej
Jest to festiwal zorganizowany w ramach obchodów 29 kwietnia, który z inicjatywy Komisji Europejskiej został ustanowiony Europejskim Dniem Solidarności Pokoleń. Ma on stworzyć przestrzeń do autokreacji i samorealizacji najstarszego oraz najmłodszego pokolenia w sferze kultury poprzez promocję i upowszechnianie różnorodnych form twórczości i aktywności artystycznej.

### Pawilon Europejskiego Roku Wolontariatu
CIS wraz z Federacją Uniwersytetów Trzeciego Wieku koordynuje z ramienia Departamentu Pożytku Publicznego Ministerstwa Pracy i Polityki Społecznej działania związane z dniem tematycznym poświęconym wolontariatowi seniorów (8.09.2011). Pawilon to część Trasy Europejskiego Roku Wolontariatu 2011, ustanowionego przez Komisję Europejską oraz Radę Europy. Podczas Trasy w Polsce (1-14.09.2011) w Pawilonie jeden dzień poświęcony był w całości wolontariatowi seniorów i seniorek.

## Działalność bieżąca

### Punkt Informacji 60+
Aktualna baza danych organizacji pozarządowych, klubów seniora, instytucji i innych inicjatyw skierowanych do osób 60+.

### Poznański Wolontariat 60+
Działania zachęcające do podjęcia wolontariatu osoby w wieku 60+ i umożliwiające znalezienie im odpowiedniego miejsca pracy wolontaryjnej. PW 60+ pośredniczy pomiędzy wolontariuszami a instytucjami i organizacjami pozarządowymi, potrzebującymi ich pomocy, prowadzi szkolenia, udziela wsparcia merytorycznego.

### Poradnia
Bezpłatne poradnictwo psychologiczne i prawne dla osób 60+ i ich rodzin.

## Publikacje
Jednostki działające na rzecz podniesienia jakości życia poznańskich seniorów - broszura zawierająca krótkie opisy wybranych organizacji pozarządowych i jednostek administracji publicznej, działających na terenie Miasta Poznania
Bajki dla dużych i małych - bajki wydane w ramach I Festiwalu Solidarności Międzypokoleniowej, tekst Maria Piątyszek, ilustracje Aneta Rzymyszkiewicz
Diagnoza potrzeb i oczekiwań mieszkańców Poznania powyżej 50. roku życia - badanie socjologiczne zlecone przez Centrum Inicjatyw Senioralnych, wykonane w połowie roku 2011. Diagnozuje potrzeby i oczekiwania mieszkańców Poznania powyżej 50. roku życia w obszarach edukacji, zdrowia, kultury i sztuki oraz stopień ich zaspokojenia. Diagnoza powstała w ramach projektu RECO - Regiony we współpracy na rzecz poprawy zdrowia i jakości życia osób starszych i jest współfinansowana ze środków Unii Europejskiej, w ramach mini-programu Creator.

## Nagrody i wyróżnienia
W 2010 tytułem "Samorządu przyjaznego seniorom" wyróżniono 15 samorządów różnych szczebli, w ramach konkursu zorganizowanego przez Parlamentarny zespół ds. osób starszych. Wśród laureatów znalazło się Miasto Poznań, nagrodzone za dwa projekty – targi "Aktywni 50+" oraz Miejską Radę Seniorów.

## Projekty

### RECO
RECO – regiony we współpracy na rzecz poprawy zdrowia i jakości życia osób starszych
Od stycznia 2011 roku Centrum Inicjatyw Senioralnych realizuje projekt pod nazwą RECO – regiony we współpracy na rzecz poprawy zdrowia i jakości życia osób starszych, który jest finansowany ze środków Europejskiego Funduszu Rozwoju Regionalnego, w ramach mini-programu CREATOR, który jest częścią Europejskiego Programu Współpracy Międzyregionalnej INTERREG IVC.

### OBUDŹ SIĘ
OBUDŹ SIĘ – Aktywne starzenie się oparte na wiedzy i doświadczeniu
Od sierpnia 2011 r. Centrum Inicjatyw Senioralnych, w partnerstwie z 5 organizacjami europejskimi, realizuje Projekt Parterski Grundtviga pod polskim tytułem "OBUDŹ SIĘ! – Aktywne starzenie się oparte na wiedzy i doświadczeniu" (org. AWAKE – Aging With Active Knowledge and Experience). Projekt jest realizowany w ramach Programu „Uczenie się przez całe życie” (Lifelong Learning Programme – LLP) 2007 – 2013 i jest w całości finansowany ze środków Unii Europejskiej.

## Patronaty
Bezpłatne zajęcia dla seniorów i seniorek w ramach Dni Równości i Tolerancji (16.11.2010)
Dni DNA w Poznaniu (28-29.04.2011)
Lato na 5.0+, akcja wakacyjna skierowana do starszych mieszkańców Poznania i okolic. To pierwsza poznańska inicjatywa dla osób po pięćdziesiątym roku życia. (06.2011)